# 알데알세뇨르
알데알세뇨르(Aldealseñor)는 스페인 카스티야이레온주 소리아도에 위치한 지방 자치체이다. 2018년 기준으로 인구 수는 30명이다.